# Aleksandr Šul'ginov
Aleksandr Valer'evič Šul'ginov (in russo Александр Валерьевич Шульгино́в?; Klin, 1º marzo 1998) è un pattinatore di short track russo.

## Biografia
Ai campionati europei di short track di Torino 2017 ha vinto la medaglia d'argento nella staffetta 5000 metri, in squadra con Semën Elistratov, Denis Ayrapetyan e Viktor An.
Si è qualificato ai Giochi olimpici invernali di Pyeongchang 2018 dove, per effetto della squalifica inflitta alla Federazione Russa per doping di Stato, ha gareggiato per gli Atleti Olimpici dalla Russia.
Ai campionati europei di short track di Dresda 2018 ha vinto la sua seconda medaglia d'argento, sempre nella staffetta 5000 metri, e sempre con i connazionali Semën Elistratov, Denis Ayrapetyan e Viktor An.

## Palmarès
- Campionati europei

Torino 2017: argento nella staffetta 5000 m.
Dresda 2018: argento nella staffetta 5000 m.
Dordrecht 2019: bronzo nella staffetta 5000 m.
Debrecen 2020: oro nella staffetta 5000 m.